# Peire Vidal
Peire Vidal var en provensalsk trubadur, som framträdde omkring 1175 och dog senast 1229.
Peire Vidal var invecklad i många kärleksäventyr. I unga år medföljde Vidal på det tredje korståget till Cypern 1190. Hans dikter vittnar om ett glatt och eldigt lynne samt lust för svårigheter i versifikationen. De omkring 60 "cansós" (kärlekssånger) och "sirventes" (satiriska sånger), som finns i behåll efter honom, utgavs av Bartsch 1857. Han finns även representerad i Raynouards Choix des poésies des troubadours (band 3 och 4, 1821).